# 赛义德·纳兹鲁·伊斯拉姆
赛义德·纳兹鲁·伊斯拉姆（Syed Nazrul Islam，1925年—1975年11月3日）是孟加拉政治家和孟加拉國人民聯盟資深領導人，在孟加拉國解放戰爭時期他代理謝赫·穆吉布·拉赫曼擔任孟加拉國總統。

## 外部連結
- Biography （页面存档备份，存于）